# Epignoma sexta
Epignoma sexta är en insektsart som beskrevs av Irena Dworakowska 1977. Epignoma sexta ingår i släktet Epignoma och familjen dvärgstritar. Inga underarter finns listade i Catalogue of Life.